# Кемпбелл Волш
Кемпбелл Волш  (англ. Campbell Walsh; нар. 26 листопада 1977) — британський веслувальник, олімпійський медаліст.

## Виступи на Олімпіадах
| Олімпіада  | Дисципліна                  | Місце   |
| ---------- | --------------------------- | ------- |
| Афіни 2004 | слалом на буйдарці-одиночці | 2       |
| Пекін 2008 | слалом на буйдарці-одиночці | 15 r2/3 |